# واینیارد (کالیفرنیا)
واینیارد (به انگلیسی: Vineyard) یک منطقهٔ مسکونی در ایالات متحده آمریکا است که در شهرستان ساکرامنتو، کالیفرنیا واقع شده‌است. واینیارد ۴۴٫۵۶۴ کیلومتر مربع مساحت و ۲۴٬۸۳۶ نفر جمعیت دارد و ۲۰٫۱۲ متر بالاتر از سطح دریا واقع شده‌است.